# Sandro Schipani
Sandro Schipani (Milano, 11 aprile 1940) è un giurista italiano.
È professore di diritto romano all'università La Sapienza di Roma dal 2007, nonché direttore del centro di studi latinoamericani. Inoltre, ricopre l'incarico di professore onorario presso l'università di giurisprudenza e scienza politica di Pechino.
È promotore della traduzione italiana e mandarino dei Digesta di Giustiniano.

## Biografia
Si è laureato in giurisprudenza all'università di Torino, sotto la direzione del prof. Giuseppe Grosso. Dopo aver svolto degli studi ad Amburgo, con il prof. Max Kaser, è stato professore di diritto romano a Sassari dal 1971 al 1982, per poi trasferirsi ad insegnare a Roma: prima all'Università degli Studi di Roma "Tor Vergata" dal 1982 al 2007, poi all'università La Sapienza dal 2007 al 2010.

## Opere
- Responsabilità "ex lege Aquilia" criteri di imputazione e problema della "culpa", Torino, Giappichelli, 1969.
- Responsabilità del convenuto per la cosa oggetto di azione reale, Torino, Giappichelli, 1971.
- La codificazione del diritto romano comune, Torino, Giappichelli, 1999.
- Iustiniani Augusti digesta seu pandectae: igesti o pandette dell'Imperatore Giustiniano, Milano, Giuffrè, 2007.
- Contributi romanistici al sistema della responsabilità extracontrattuale, Torino, Giappichelli, 2009.